# Piz Cambrena
Piz Cambrena är en bergstopp i Schweiz.   Den ligger i regionen Bernina och kantonen Graubünden, i den östra delen av landet, 200 km öster om huvudstaden Bern. Toppen på Piz Cambrena är 3 606 meter över havet, eller 164 meter över den omgivande terrängen. Bredden vid basen är 0,80 km. Piz Cambrena ingår i Bernina.
Terrängen runt Piz Cambrena är huvudsakligen bergig, men åt nordost är den kuperad. Närmaste större samhälle är Poschiavo, 9,3 km sydost om Piz Cambrena. 
Trakten runt Piz Cambrena består i huvudsak av gräsmarker. Runt Piz Cambrena är det glesbefolkat, med 18 invånare per kvadratkilometer.